# Miconia cacatin
Miconia cacatin är en tvåhjärtbladig växtart som först beskrevs av Jean Baptiste Christophe Fusée Aublet, och fick sitt nu gällande namn av Susanne Sabine Renner. Miconia cacatin ingår i släktet Miconia och familjen Melastomataceae. Inga underarter finns listade i Catalogue of Life.